# Raspinell comú
El raspinell o pica-soques (Certhia brachydactyla) és un ocell petit i força comú que viu en ambients forestals d'Europa. Rep el nom d'esgarracimals al País Valencià.

## Morfologia
- Fa 12,5 cm.
- Té el mantell de color bru, amb un ratllat fosc i clar; la part inferior és blanquinosa i té un bec fi i corbat, que li serveix per extreure insectes i aràcnids dels intersticis de les escorces dels arbres.

## Alimentació
Cerca insectes enfilant-se en espiral pels troncs dels arbres i recolzant-se amb la cua.

## Hàbitat
És sedentari i es troba per tot Catalunya, menys a les zones desforestades. Abunda molt més que el raspinell pirinenc, justament al revés d'allò que passa a la resta d'Europa. A Catalunya, el pirinenc es localitza als Pirineus, on, en certes àrees, també es troba el comú, fet que encara dificulta més la seua identificació. El pirinenc prefereix boscos de caducifolis i avetoses humides, mentre que l'altre, més adaptable i no tan exigent quant al tipus d'arbres, ocupa pinedes, alzinars i, en general, arbredes menys humides.

## Reproducció
Necessiten arbres vells perquè fan el niu en les cavitats que en deixa l'escorça. Les omplen d'herbes seques i folren el conjunt amb plomes, llana i bocins d'escorça. A l'abril-maig la femella pon 4 o 5 ous que han de ser covats durant 15 dies, més o menys els mateixos que transcorren abans que els petits no deixin el cau. Els novells són alimentats per tots dos pares, els quals tenen el curiós costum de recórrer els arbres fent unes espirals ascendents. La segona posta d'ous és d'agost a octubre i ponen el mateix nombre d'ous.

## Confusió amb altresespècies
Una espècie molt semblant és el raspinell pirinenc (Certhia familiaris), molt estesa pel nord i l'est d'Europa però que als Països Catalans només trobem al Pirineu. Aquesta darrera espècie té unes celles blanques més marcades, per sota és d'un blanc més pur i té el bec un xic més curt.

## Altres noms
Al Penedès es coneix com a rapasoques.